# Eremo di Belmonte
L'eremo di Belmonte (o eremo di Busca) è un ex-monastero cattolico, situato in comune di Busca (CN).

## Storia

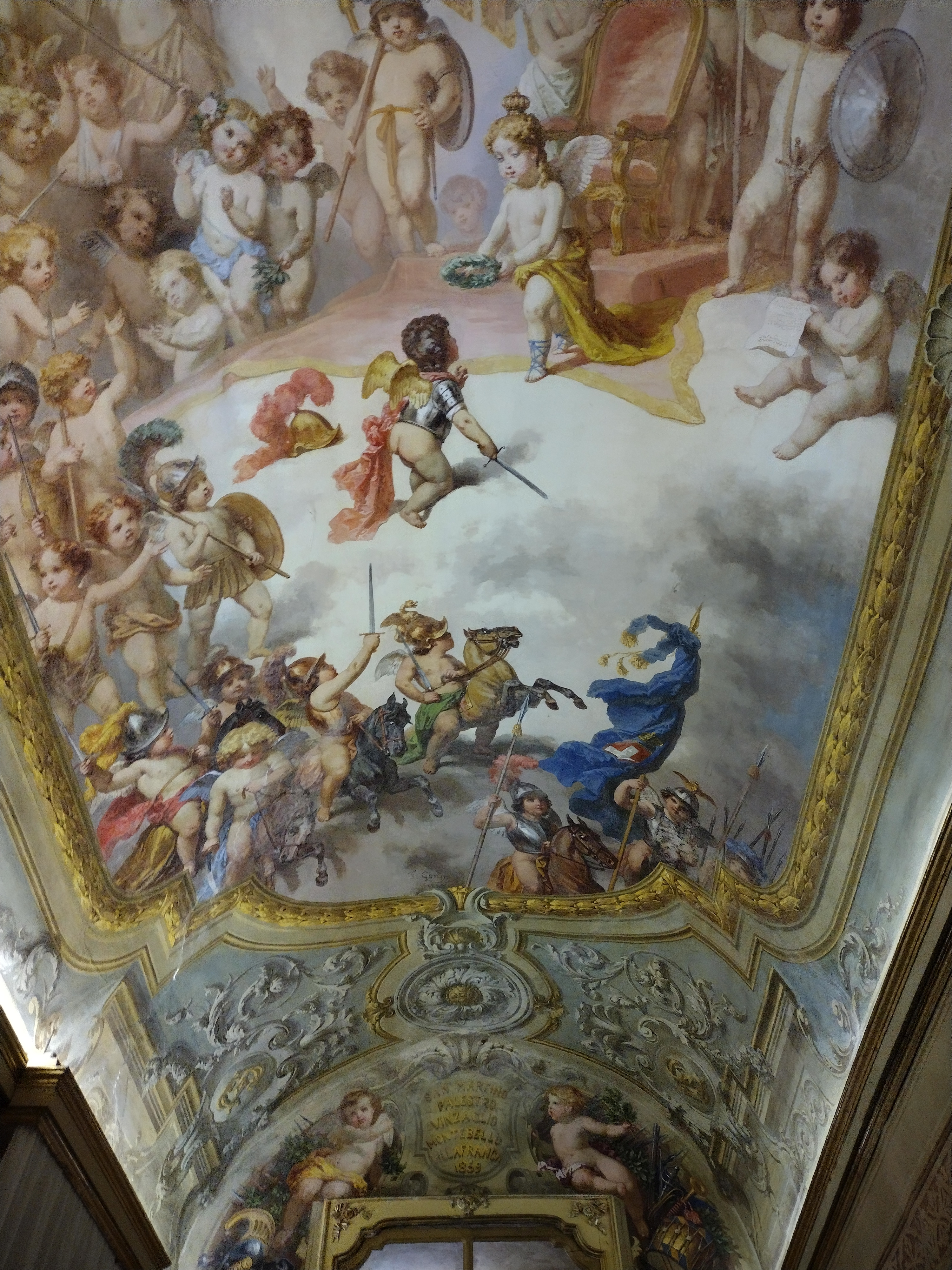
Una delle volte dipinte dal Gonin

Sull'altura dove sorge l'edificio nel XIII secolo esisteva una cappella annessa ad un monastero femminile. Le monache appartenevano all'ordine dei certosini ma, nel Quattrocento, il complessò passo alle domenicane. Nel XVII secolo le domenicane lo cedettero ai camaldolesi, che rinnovarono il complesso e costruirono una chiesa barocca, arricchita con stucchi di Domenico Beltramelli e dipinti del Dallamano. La collina sulla quale sorge l'ex-eremo servì all'inizio dell'Ottocento a misurazioni geodetiche curate dal barone di Zach.
Dopo la soppressione degli ordini monastici e il periodo napoleonico la proprietà passò a una famiglia di nobili locali e poi alla famiglia Grimaldi. L'edificio principale venne trasformato in residenza nobiliare e l'interno fu arricchito di dipinti di Francesco Gonin. Durante la seconda guerra mondiale l'eremo venne colpito dai bombardamenti, che danneggiarono in particolare la chiesa barocca, oggi in rovina.  Nel secondo dopoguerra, dopo un nuovo passaggio di proprietà, venne acquisito dalla parrocchia di Parrocchia SS.Pietro e Paolo (Carmagnola), che lo utilizza tuttora per le proprie attività. A partire dagli Anni Duemila l'eremo è stato oggetto di vari restauri, anche rivolti agli interni dell'edificio.

## Descrizione

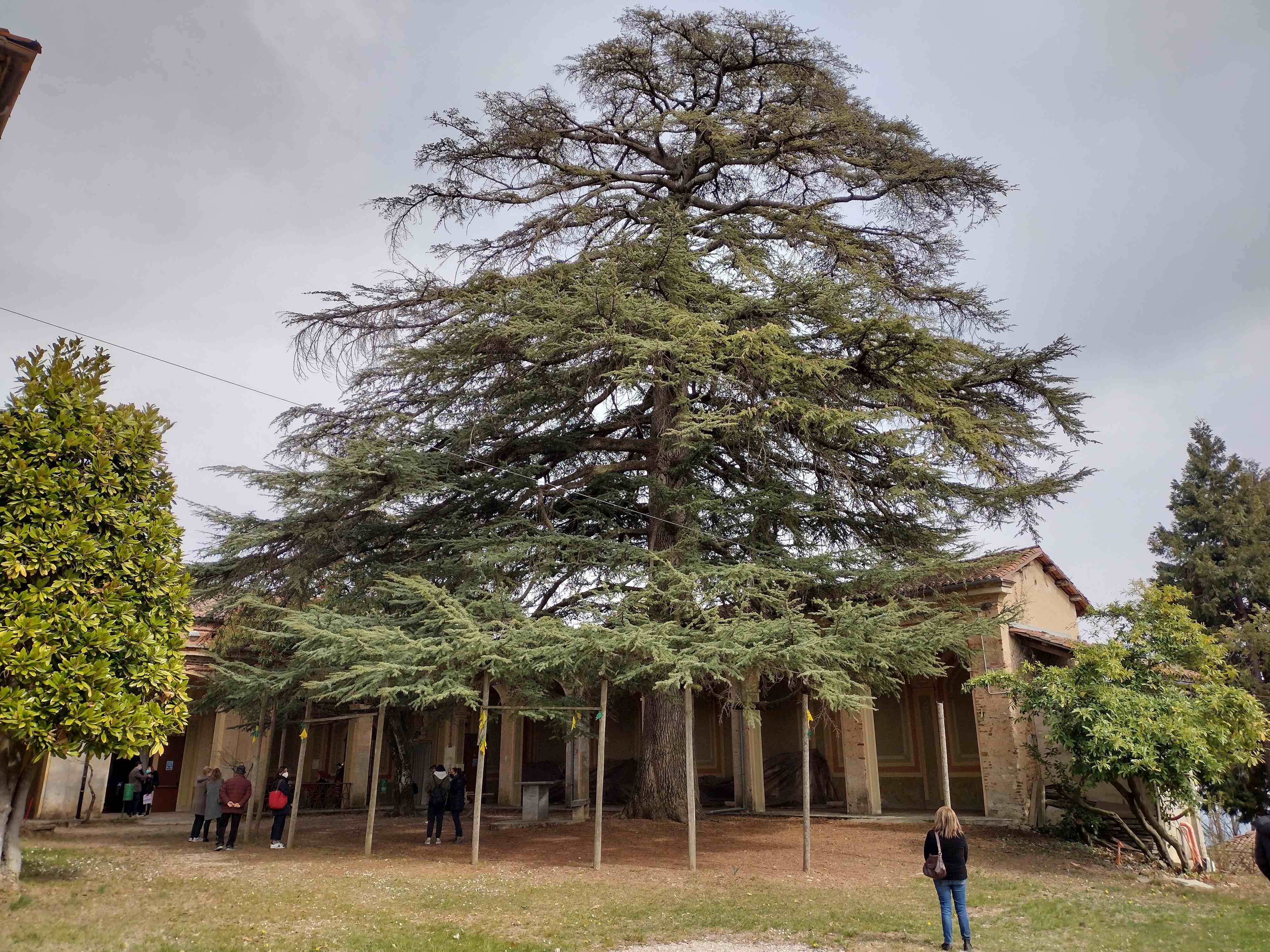
Il monumentale Cedro dell'atlante nel parco dell'eremo

L'eremo si trova a quota 836 m su una altura alle falde del Monte Pagliano. 
Consta di un edificio residenziale, a ferro di cavallo, che racchiude a sud-ovest un giardino nel quale si trova un monumentale cedro dell'Atlante. L'ingresso principale si apre sulla facciata a nord-est ed è preceduto da uno scalone riparato da un portico a tre campate. L'interno dell'edificio è arricchito da numerosi dipinti di vari pittori. Tra questi spiccano alcune volte opera di Francesco Gonin con soggetti allegorici legati alle Guerre d'indipendenza italiane, al quale erano stati commissionati da Stanislao Grimaldi del Poggetto. Fiancheggiano la zona residenziale la vecchia chiesa duecentesca, profondamente trasformata, e quanto rimane della chiesa barocca.

## Accesso all'eremo

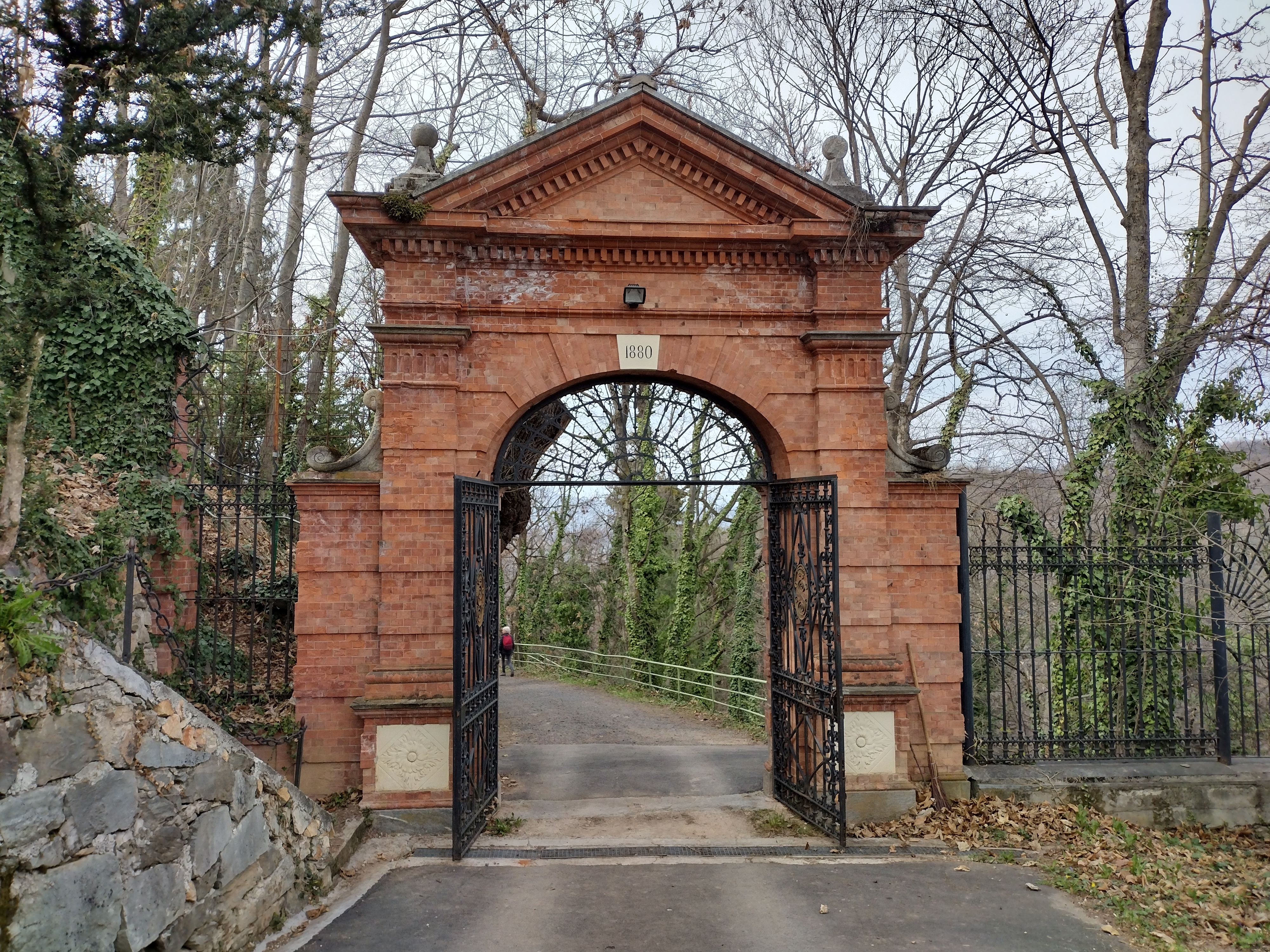
Portone di accesso all'area di pertinenza dell'ex-eremo

L'eremo è accessibile tramite una stradina di circa 5 km che lo collega con il centro storico di Busca. 
Al complesso si può inoltre arrivare a piedi seguendo vari sentieri che lo collegano con il centro di Busca e il vicino Monte Pagliano. L'eremo non è in genere visitabile e viene aperto al pubblico solo in determinate occasioni quali, ad esempio, le Giornate di primavera del FAI.